# نیمه‌آبزی

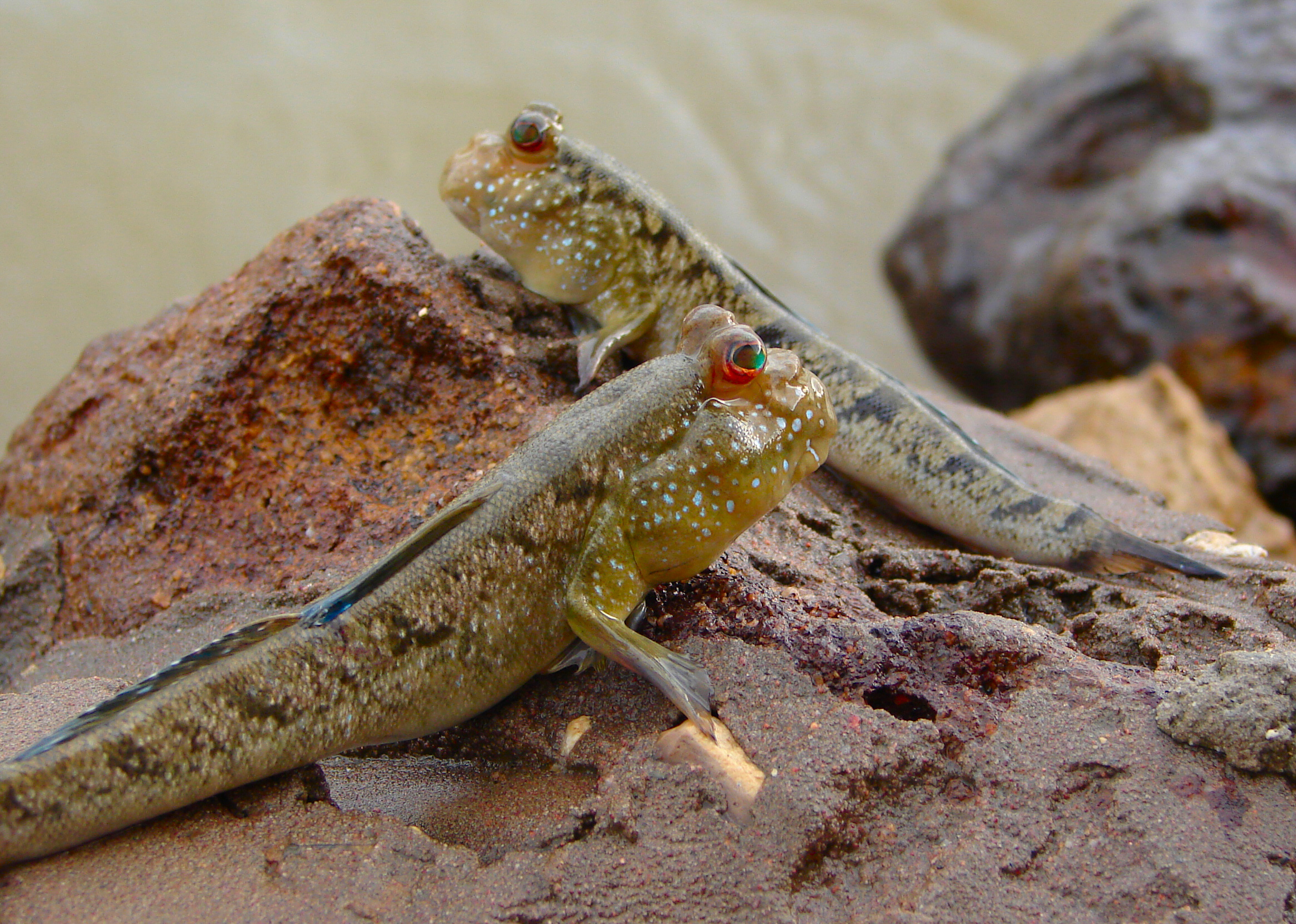
گل‌خورک اطلسی، ماهی دوزیست باتلاق‌های حرا و دشت‌های جزر و مدی

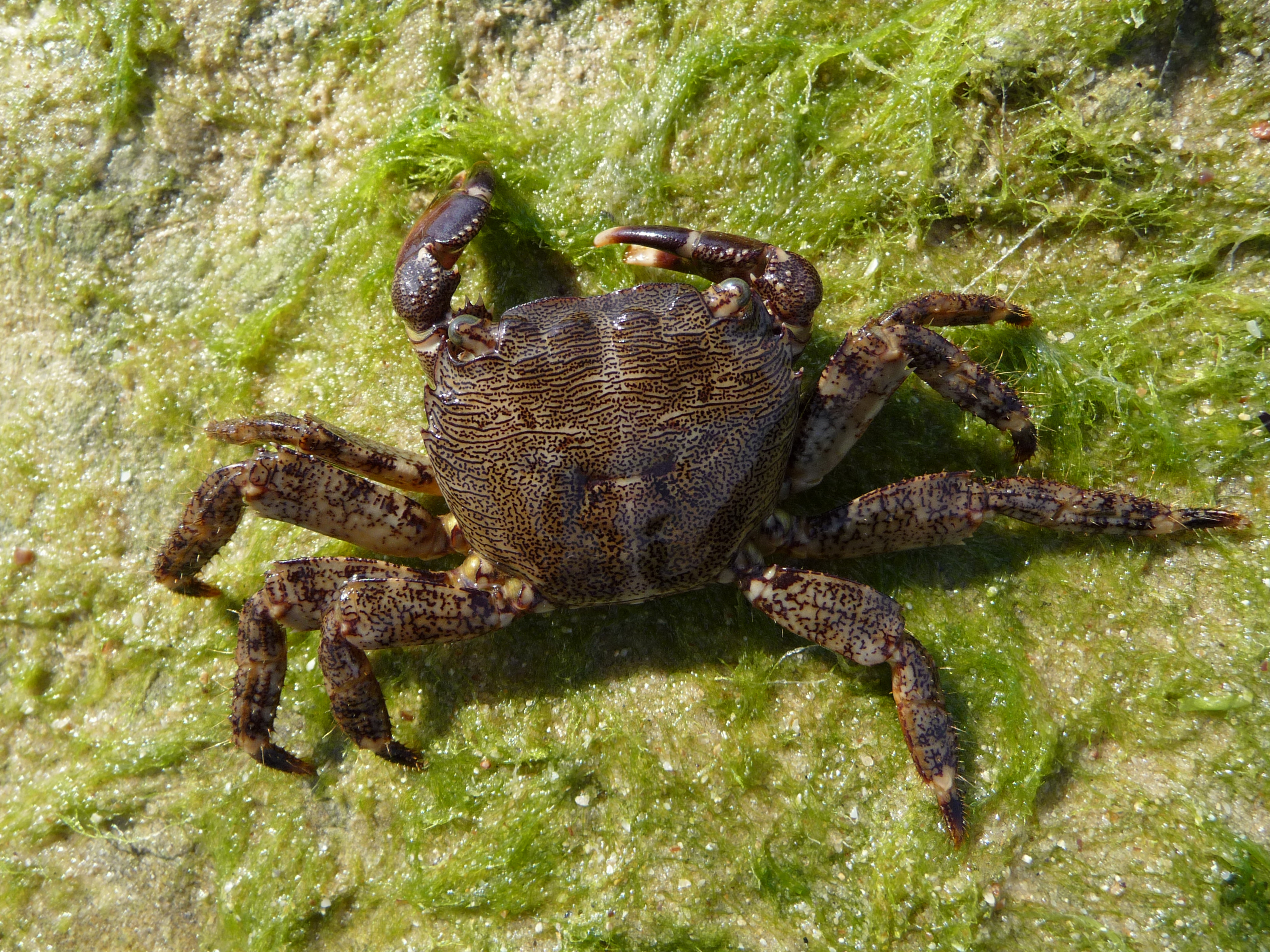
Pachygrapsus marmoratus، خرچنگ نیمه‌خشکی

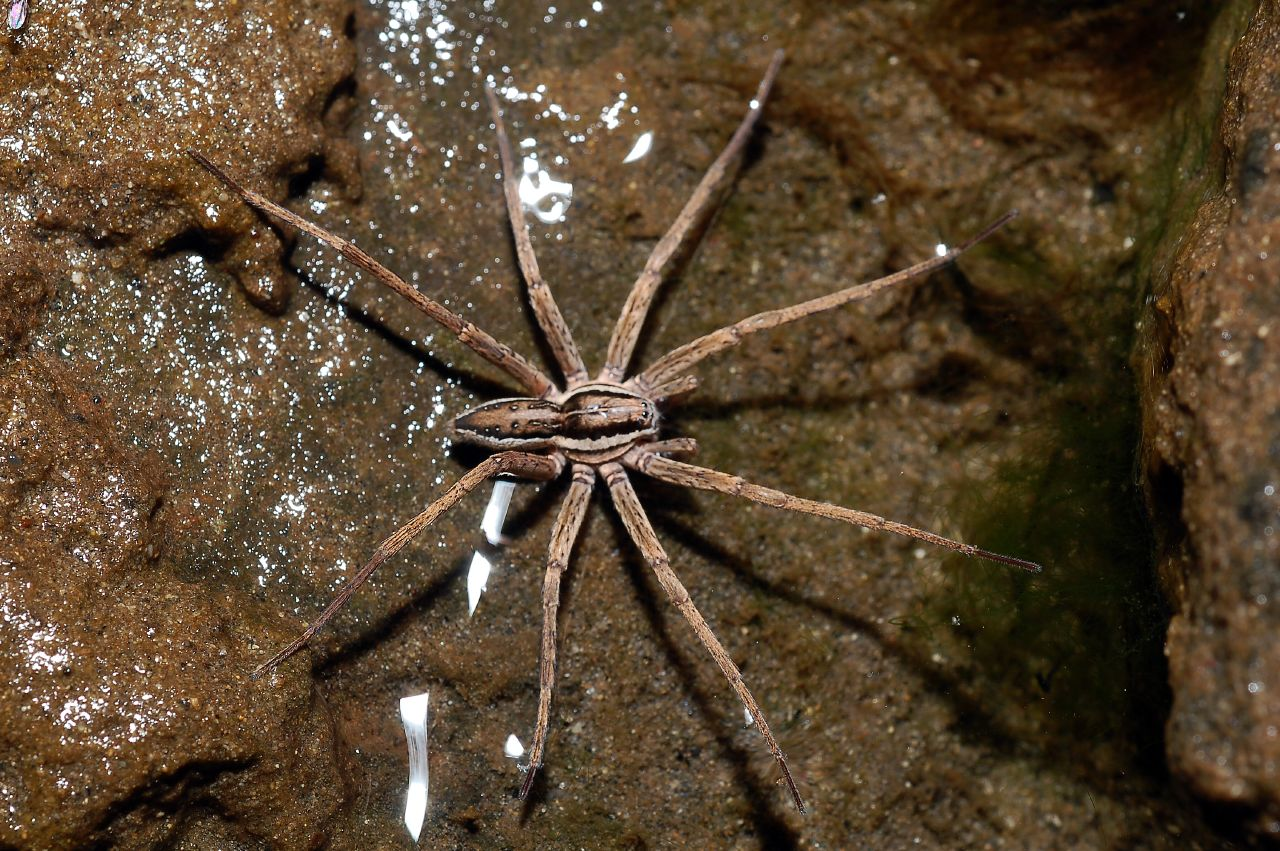
وضعیت شکار در Dolomedes minor، یک عنکبوت نیمه‌آبزی

در زیست‌شناسی، نیمه‌آبزی (به انگلیسی: Semiaquatic) می‌تواند به انواع مختلفی از جانوران اشاره کند که بخشی از زمان خود را در آب می‌گذرانند، یا گیاهانی که به‌طور طبیعی با کمی غوطه‌وری در آب رشد می‌کنند. نمونه‌هایی در زیر آورده شده‌است.

## جانوران نیمه‌آبزی
جانوران نیمه‌آبزی عبارتند از:

### مهره‌داران
- ماهیان دوزیست؛ همچنین چندین نوع ماهی کاملاً آبزی مانند سیمین‌پهلوها و ناوبان‌ماهی صاف‌باله که در منطقه جزر و مدی تخم‌ریزی می‌کنند.
- برخی از دوزیستان مانند سمندرها و برخی قورباغه‌ها مانند وزغ‌های شکم‌آتشین و قورباغه‌های جنگلی.
- برخی از خزندگان مانند کروکودیل‌ها، لاک‌پشت‌ها، مارهای آبی و ایگواناهای دریایی.
- پنگوئن‌ها
- برخی از جوندگان مانند سگ آبی دریایی، موش ابی و کاپیبارا.
- برخی از پستانداران حشره‌خوار مانند مشک‌کوش‌ها، حشره‌خوار آبی و نوک‌اردکی‌ها.
- برخی از پستانداران گوشتخوار از جمله فکها، خرس‌های قطبی و سمورهای آبی.
- اسب‌های آبی.

- خارپوستان نیمه‌خشکی در منطقه بین جزر و مدی، مانند توتیای دریایی Colobocentrotus atratus «صخره‌چسب‌ها» و ستاره دریایی Pisaster ochraceus

### بندپایان
- حشرات آبزی (مانند سنجاقک‌ها) با حداقل یک مرحله چرخه زندگی غیرآبی (مثلاً بالغین)، یا حشرات دوزیست (مانند کاترپیلارهای دوزیست یا مورچه Polyrhachis sokolova). [۱] اعضای آب‌پیماریختان و سوزنی‌ریختان انواع مختلفی از کنام‌های نیمه‌آبزی و آبزی را اشغال می‌کنند که بسیاری از نمونه‌های پیشین روی سطح آب حرکت می‌کنند. تعدادی از آنها دریایی هستند (به عنوان مثال، آبسوارها، هرماتوبات‌ها).
- دم‌فنری‌های نیمه‌آبزی، مانند دم‌فنری maritima
- سخت پوستان نرم‌زرهیان نیمه‌خشکی (مانند، بسیاری از خرچنگ‌ها، مانند Pachygrapsus marmoratus,[۲] are found among the Grapsidae (sensu lato) and Potamoidea (sensu lato).[۳] برخی از دوجورپایان، مانند Orchestia gammarellus، برخی جورپایان، مانند Ligia oceanica و برخی از خرچنگ‌ها، مانند کشتی‌چسب glandula)
- خرچنگ‌های نعل‌اسبی عمدتاً آبزی هستند اما در منطقه جزر و مدی تخم‌ریزی می‌کنند. نوجوانان در آپارتمان‌های جزر و مدی زندگی می‌کنند.
- عنکبوتهای نیمه‌آبزی، مانند آنسیلومتس یا دولومدس (این عنکبوت‌ها از عنکیوت‌های آبی تقریباً کاملاً آبزی متمایز هستند)
- صدپاهای دوزیست، لب‌پایان cataracta

- کرم‌های حلقوی نیمه‌آبزی، مانند کرم خاکی Sparganophilus

### نرم‌تنان
- دوکفه‌ای‌های بین جزر و مدی مانند انیگمونیا که روی حرا زندگی می‌کند.
- گهواره دریاییهای جزر و مدی مانند گهواره دریایی کرک‌دار
- شکم‌پایان نیمه‌خشکی، مانند Patella vulgata بین جزر و مدی، خاره‌چشب. همچنین حلزون‌های آبی-خاکی آب شیرین و دریایی مانند Pomatiopsis یا Cerithideopsis scalariformis

- کرم‌های پهن نیمه‌خشکی ناحیه بین جزر و مدی، مانند آکوتیلین Myoramyxa pardalota[۴]

## گیاهان نیمه‌آبزی
گیاهان نیمه آبزی عبارتند از:
- گیاهان گل‌دار نیمه‌آبزی (مانند حرا، اسفناج آبی، کلم آبی و کل راسته نیلوفرآبی‌سانان)
- مخروطیان نیمه‌آبزی، مانند سرو برکه
- سرخس‌های نیمه‌آبزی مانند Pilularia americana
- یک دم‌اسب نیمه‌آبزی، دم‌اسب fluviatile
- علف شهپرهای نیمه‌آبزی مانند علف شهپر melanospora
- خزه‌های لیکوپودیوپسیدا نیمه‌آبزی، مانند پنجه‌گرگی باتلاق
- خزههای نیمه‌آبزی، مانند Sphagnum macrophyllum
- جگرواش‌های نیمه‌آبزی مانند علف بلوری جگرواشان